# Franko Simatović
Franko „Frenki“ Simatović (v srbské cyrilici Франко „Френки“ Симатовић, * 1. dubna 1950 Bělehrad, Jugoslávie) je bývalý srbský představitel jugoslávské tajné policie a Speciální jednotek Státní bezpečnosti ministerstva vnitra. Byl také jedním ze zakladatelů Jednotky zvláštních operací (JSO/ЈСО, známé též pod zkráceným názvem "Jednotka" - Jedinica/Јединица).

## Život
Simatović se narodil v Bělehradě do chorvatské rodiny. Jeho otec Pero Simatović se narodil v Dubrovníku, jeho matka Neda (rozená Winter) v Bjelovaru. Pero Simatović byl jugoslávský partyzán, který se po válce stal vysokým důstojníkem v jugoslávské armádě a byl jedním ze zakladatelů sportovního klubu Partizan. Neda patřila k vlivné rodině Winterů v Bjelovaru a byla dcerou Franka Wintera (po němž je Simatović pojmenován), zakladatele advokátní kanceláře v Bjelovaru. Rodina žila po druhé světové válce v Bělehradě.
V Bělehradě vystudoval Fakultu politických věd. Dlouhá léta působil v jugoslávské tajné policii UDBA. Později byl aktivní i v Státní bezpečnosti srbské (SDBS), která působila v rámci tzv. Svazové republiky Jugoslávie.
V roce 2003 byl zatčen a předán Mezinárodnímu trestnímu tribunálu pro bývalou Jugoslávii v Haagu. Spolu s Jovicou Stanišićem byl obviněn z páchání válečných zločinů nad nesrbským obyvatelstvem během válek, spojených s rozpadem Jugoslávie v 90. letech 20. století. Konkrétně se mělo jednat o vyhánění chorvatského a muslimského obyvatelstva z některých oblastí Chorvatska, resp. Bosny a Hercegoviny. Po dlouhém soudním procesu (2009 - 2013) byl nakonec dne 30. května 2013 osvobozen všech obvinění.
Prokuratura se proti rozsudku odvolala a 15. prosince 2015 odvolací senát osvobozující rozsudek zrušil a vrátil věc k novému projednání. Nové projednání bylo zahájeno 13. června 2017. 30. června 2021 jej soud shledal vinným z vražd, deportací, nucených vysídlení, pronásledování a zločinů proti lidskosti, ke kterým došlo v Bosanském Šamacu v dubnu 1992 a odsoudil jej k 12 letům odnětí svobody. Po odvolání mu byl trest v roce 2023 zvýšen na 15 let.